# Шамин, Николай Николаевич
Николай Николаевич Шамин (5 (17) октября 1886 год — 6 февраля 1966, Москва) — советский актёр театра и кино, народный артист РСФСР (1949).

## Биография
Николай Шамин родился 5 (17) октября 1886 года. В 1922 году окончил Высшие театральные мастерские (позже ГИТИС).
В труппе Малого театра играл с 1 сентября 1918 года по 1 октября 1957 года. Шамин был характерным актёром; определённость, выпуклость, даже резкость внешнего рисунка роли в сочетании с внутренней цельностью образов, выразительностью русской речи, народным характером дарования — отличительные особенности его творчества.
Снимался в кинокартинах «Небо Москвы», «Мичурин», «Возвращение Василия Бортникова», «Сорока-воровка» и др.
Умер 6 февраля 1966 года в Москве. Похоронен на Ваганьковском кладбище (21 уч.).

## Награды и премии
- Орден Трудового Красного Знамени (26 октября 1949)[4]
- Заслуженный артист РСФСР (23 сентября 1937)
- Народный артист РСФСР (26 октября 1949)

## Работы в театре
- 1922 — «Комик XVII столетия» А. Н. Островского — Кочетов
- «Снегурочка» А. Н. Островского — Масленица, Дед Мороз, царь Берендей
- «Недоросль» Фонвизина — Цыфиркин
- «Без вины виноватые» А. Н. Островского — Муров
- «Ревизор» Гоголя — Осип
- «Плоды просвещения» Л. Толстого — Захар Трифонович
- «Разгром» Фадеева — Дубов
- «Бойцы» Ромашова — Бочаров
- «На бойком месте» А. Н. Островского — Бессудный
- «В чужом пиру похмелье» А. Н. Островского — Тит Титыч
- «Бедность не порок» А. Н. Островского — Гордей Карпыч
- «Варвары» Горького — Редозубов
- «Фронт» Корнейчука — Иван Горлов
- «Иван Грозный» А. Н. Толстого — Оболенский
- «Бесприданница» А. Н. Островского — Кнуров
- «Васса Железнова» М. Горького — Сергей Желеэнов
- «Крылья» Корнейчука — Коровай
- «Воспитанница» А. Н. Островского — Потапыч
- «Доходное место» А. Н. Островского — Досужев
- «Плоды просвещения» Л. Толстого — 2-й мужик

## Фильмография
1. 1944 — Небо Москвы — Иван Ильич, отец Ильи Стрельцова
2. 1948 — Мичурин — Терентий
3. 1953 — Варвары. Сцены в уездном городе — Редозубов Василий Иванович, городской голова, 60 лет
4. 1953 — Васса Железнова — Сергей Петрович Железнов, муж Вассы
5. 1953 — Возвращение Василия Бортникова — Кузьма Васильевич, отец Бортникова
6. 1956 — Крылья — Коровай
7. 1958 — Сорока-воровка — помещик